# Dinosperma erythrococca
Dinosperma erythrococca là một loài thực vật có hoa trong họ Cửu lý hương. Loài này được (F.Muell.) T.G.Hartley mô tả khoa học đầu tiên năm 1997.